# ジョリエン・クノレマ
ジョリエン・クノレマ（Jolien Knollema、2003年1月5日 - ）は、オランダの女子バレーボール選手。ポジションはアウトサイドヒッター。オランダ代表。

## 来歴

### クラブチーム
フローニンゲン出身。2018年、SuDoSa-Destoへ入団。2019/20シーズンからはEurospedで2年間プレーした。2021/22シーズンはイタリアセリエA1のイル・ビゾンテ・フィレンツェへ移籍した。2023/24シーズンはドイツブンデスリーガのアリアンツ MTV シュトゥットガルトと契約した。

### 代表チーム
アンダーカテゴリーの代表として2021年のU-20世界選手権に出場し4位となり、自身はベストアウトサイドヒッター賞を受賞した。2022年にシニア代表に初選出され、同年の世界選手権に出場した。2023年、ネーションズリーグではエースとして活躍をみせ、同年8-9月の欧州選手権では銅メダルを獲得した。また、パリ五輪予選に出場した。

## 球歴
- 世界選手権 - 2022年
- 欧州選手権 - 2023年
- ネーションズリーグ - 2022年、2023年

## 受賞歴
- 2021年 - U-20世界選手権 ベストアウトサイドヒッター賞

## 所属クラブ
- SuDoSa-Desto（2018-2019年）
- Eurosped（2019-2021年）
- イル・ビゾンテ・フィレンツェ（2021-2023年）
- アリアンツ MTV シュトゥットガルト（2023年-）